# Monreale
Monreale (Muṛṛiàli in siciliano) è un comune italiano di 38 630 abitanti della città metropolitana di Palermo in Sicilia.
Fa parte dell'area metropolitana di Palermo; con il capoluogo forma un unico agglomerato urbano. Il territorio circonda interamente quelli di San Giuseppe Jato e San Cipirello, tra loro confinanti, e quasi del tutto Camporeale; un'enclave più piccola è invece Ficuzza, frazione di Corleone.
La città è sede arcivescovile. Il sito Palermo arabo-normanna e le cattedrali di Cefalù e Monreale nel 2015 è stato dichiarato Patrimonio dell'umanità dall'UNESCO.

## Geografia fisica

### Territorio
Monreale sorge all'interno della Conca d'Oro ad un'altitudine di circa 310 metri sul livello del mare, ai piedi del Monte Caputo (765 metri). Il suo territorio risulta essere in prevalenza collinare. Dista circa 4 chilometri da Palermo,  ed è il comune della città metropolitana di Palermo a possedere più frazioni.

### Clima
Il clima è mediterraneo, caratterizzato da estati calde e afose e inverni miti, del resto simile a quello di Palermo e frazioni nei dintorni.

## Storia
La città di Monreale nacque con i Normanni nel XII secolo, poco distante da un antico villaggio arabo, Balharā, alle pendici del Monte Caputo, a 310 m sul livello del mare.
Nel territorio, dove successivamente sorse Monreale, i re normanni si ritiravano per riposare dalle fatiche della guerra e dal governo. Fu in una notte del 1171 che re Guglielmo II, detto il Buono, ebbe in sogno l'apparizione della Madonna che gli svelava il posto dove era nascosto un immenso tesoro (bottino di guerra di suo padre), con il quale Guglielmo avrebbe dovuto erigere un tempio a lei dedicato. Il re diede inizio senza indugi, e giustificato dal sogno, alla costruzione della cittadella fortificata, del futuro duomo, del palazzo arcivescovile e del chiostro. Dispose che cento monaci della Badia di Cava, con a capo l'abate Teobaldo, si trasferissero a Monreale per officiare nella nuova grande chiesa. Giunto a Monreale il 20 marzo 1176, l'abate Teobaldo venne insignito del titolo di "Signore della Città".
Il 5 febbraio 1182 Lucio III, su richiesta dello stesso Guglielmo, elevò la chiesa di Monreale a "cattedrale metropolitana". Primo arcivescovo dell'arcidiocesi di Monreale fu fra Guglielmo del monastero dei benedettini. Alla fine del XVII secolo l'arcivescovo di Monreale possedeva ancora i 72 feudi attribuiti fin dal 1176. Dalla elevazione a cattedrale metropolitana a oggi, la sede di Monreale ha avuto 54 arcivescovi di cui 14 cardinali di Romana Chiesa.
Già prima che il duomo fosse finito, il mondo ne parlava con meraviglia: lo stesso papa Alessandro III, in una bolla inviata al sovrano nel 1174, esprimeva tutta la sua gioia per la solennità del monumento.
Monreale costituiva la capitale dell'omonimo stato. Molti autori concordano nel ritenere che l'arcivescovado costituisse una sorta di stato nello stato, con prerogative più ampie e risalenti più indietro nel tempo rispetto alla stessa contea di Modica.
In forza del privilegio forse più importante concesso dal re Guglielmo II nel suo primo diploma a Santa Maria la Nuova di Monreale, compreso nella formula «sit iustitiarius omnium terrarum» (1176) che importava l'attribuzione dell'alta giurisdizione (inclusa quindi quella criminale) in tutti i gradi di giudizio (condizione questa che rende speciale la concessione del 1176 e ne determina la particolare rilevanza) e il controllo sui territori tenuti feudalmente dai baroni (altra condizione particolare ed eccezionale che attribuisce all'organo giudiziario preposto una dignità di vertice), affinché le obbligazioni reali venissero rispettate, diversamente da quanto avveniva per molte altre città, il potere giurisdizionale riconosciuto all'arcivescovo costituiva un unicum nel panorama giudiziario del Regno e i giudici criminali di Monreale facevano parte ed erano espressione della più alta magistratura del Regno. E ciò fino al 1812, quando fu abolita la feudalità.
La corte criminale era presieduta da un ecclesiastico, affiancato da un notaio e/o giudice criminale e da sacerdoti di grado minore, e giudicava nelle cause civili e penali sentenziando in tutti i gradi; le pene previste, oltre a quelle pecuniarie, erano l'esilio e la galera, salvo il diritto di grazia del papa (e per questi dello stesso arcivescovo) o del sovrano.
Secondo il Concetti«Furono tante infatti le prerogative allo stesso abate concesse che non è una esagerazione il dire che egli era un sovrano indipendente, non dipendendo infatti che dalla sola autorità del sommo pontefice. E veramente gli arcivescovi di questa città non erano semplicemente baroni, come tutti gli altri esistenti in quell'epoca, ma essi avevano prerogative reali. Infatti presiedevano alle cause civili e criminali, erano a capo della forza militare, aveano il diritto di grazia pei delinquenti, di nominare notai per tutto il vasto territorio di Monreale, sospenderne lo esercizio o revocarlo del tutto, abilitare medici all'esercizio della loro professione, insomma tutti gli atti inerenti alla persona dei sovrani».
Dello stesso avviso è il Del Giudice il quale ricorda che «procedono liberamente gli Arcivescovi di Morreale, da che non v’è memoria d’uomo in contrario, in primo, secondo, e terzo Giudicio, d’aggraziare delinquenti: di instituire Notari per tutto lo Stato, & Arcivescovado di Morreale, e di sospenderli nell'occasioni, e privarli affatto del loro Officio, di costituir Protomedico per tutto lo Stato Arcivescovile».
A Monreale esisteva un'amministrazione laica affidata al ceto dei gentiluomini, che erano chiamati a ricoprire le principali cariche cittadine. Dalle liste dei benestanti secolari, dagli elenchi che fin dal 1500 hanno registrato i nomi dei cittadini che hanno rivestito gli uffici pubblici riservati al primo ceto, dai verbali di votazioni in cui si dà conto dei differenti ceti, dai ruoli della Compagnia dei Bianchi, presente in città dal 1565, che aveva sede nella chiesa di Sant'Agata al Monte e annoverava soltanto sacerdoti e nobili è possibile trarre un reticolo delle famiglie preminenti e più rappresentative, alcune delle quali risalenti al periodo normanno.

## Monumenti e luoghi d'interesse

### Architetture civili
- Palazzo Reale: sede dei sovrani normanni, ospita i locali del comune e del seminario
- Palazzo Cutò
- Cimitero monumentale (1877): in stile neogotico, opera di Giovan Battista Filippo Basile
- Villa del belvedere
- Fontane monumentali

### Architetture militari
- Castellaccio di Monreale

### Architetture religiose
- Basilica abbaziale di San Martino delle Scale
- Chiesa di Sant'Antonio di Padova (1720)
- Chiesa di San Giuseppe (1700)
- Chiesa di San Michele Arcangelo fuori le mura
- Chiesa di San Pietro (1707)
- Chiesa di Sant'Agata al Monte, con stucchi di Procopio Serpotta
- Chiesa del Ritiro (1703)
- Chiesa del Rosario (1709)
- Chiesa della Collegiata (XVI-XIX s.)
- Chiesa della Madonna delle Croci (1736)
- Chiesa della Santissima Trinità e Collegio di Maria (1724)
- Chiesa dell'Odigitria sede dell'antica Compagnia della Madonna dell'Itria
- Chiesa di San Castrense e monastero dell'Ordine delle benedettine
- Chiesa di San Gaetano e monastero delle religiose dell'Ordine teatino (1710c.)
- Chiesa di Sant'Isidoro (1714)
- Chiesa di Santa Maria degli Agonizzanti
- Chiesa di Santa Rosalia
- Chiesa del Carmine e convento
- Chiesa dei Santi Vito e Francesco, alla giurisdizione parrocchiale appartiene la chiesa di Santa Maria dell'Orto
- 1174, Chiesa di Santa Ciriaca, donazione di Guglielmo II d'Altavilla; ricostruzione di luogo di culto dedicato a Santa Ciriaca o Santa Domenica.[10] Tra il IX e l'XI secolo, la Chiesa di Santa Ciriaca o Santa Domenica o «Aghia Kiriaki» in epoca araba, luogo di culto dedicato a Santa Ciriaca, è sede temporanea della cattedra palermitana. Edificio di culto al quale Papa Alessandro III fa riferimento nella bolla pontificia emanata il 30 dicembre 1174, con la quale ratifica la costruzione della nuova cattedrale di Monreale, indicandone l'ubicazione con le parole "... Super Sanctam Kjriacam".[11][12]
- 1174, Chiesa di San Silvestro, donazione di Guglielmo II d'Altavilla.
- Chiesa del Sacro Cuore di Gesù in Grisì (1890)
- Chiesa di Sant'Anna in Pioppo, all'interno notevole statua marmorea tardobarocca di san Benedetto
- Chiesa di San Giuseppe in Pioppo 1907
- Chiesa di Maria SS. Immacolata a Giacalone 1972
- Monastero Carmelo Mariae Mater Ecclesiae et Joseph Protettore Delle Carmelitane Scalze a Giacalone 1992
- Santuario di Maria Santissima del Rosario di Tagliavia 1800 (al suo interno la miracolosa immagine della Madonna del Rosario)
- Chiesa Santa Teresa di Lisieux 1980-90
- Albergo dei poveri, edificio neoclassico edificato a partire dal 1831. Destinato a sede delle religiose dell'Ordine di Sant'Anna dal 1864. In attesa di intervento di restauri le strutture ospitano saltuariamente migranti.

#### Duomo

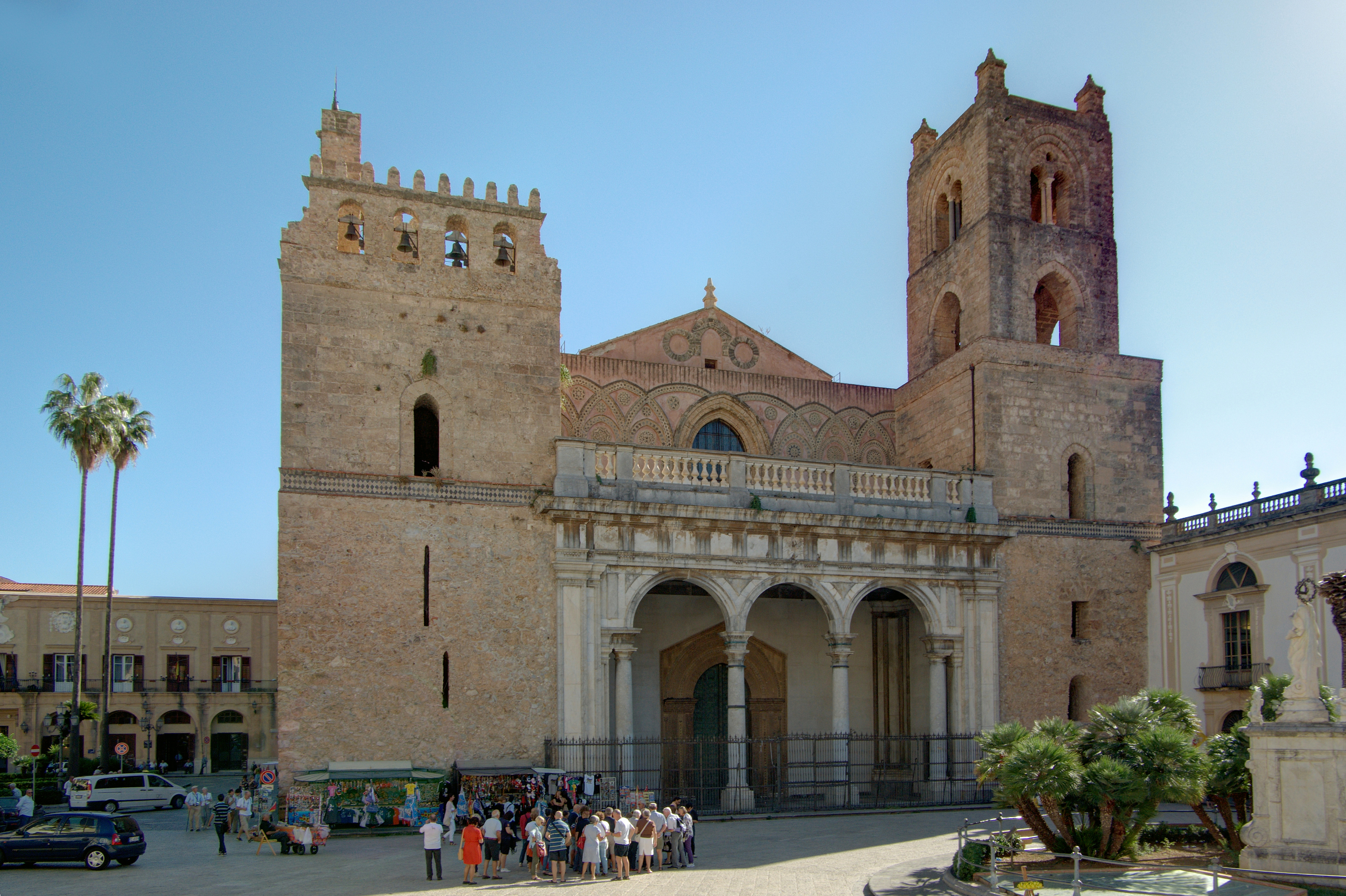
Duomo

La costruzione più rappresentativa di Monreale è il Duomo costruito, sempre per volontà di Guglielmo II, fra il 1172 e il 1176. Lo stile di questo monumento è composito, poiché si uniscono gusti differenti che rimandano all'architettura dell'Europa del Nord e all'arte araba.
Le due torri massicce e solenni, fiancheggianti il portico d'ingresso (costruito nel XVIII secolo) non conservano la forma originale, poiché in seguito a un fulmine (1807) una è rimasta mutilata.

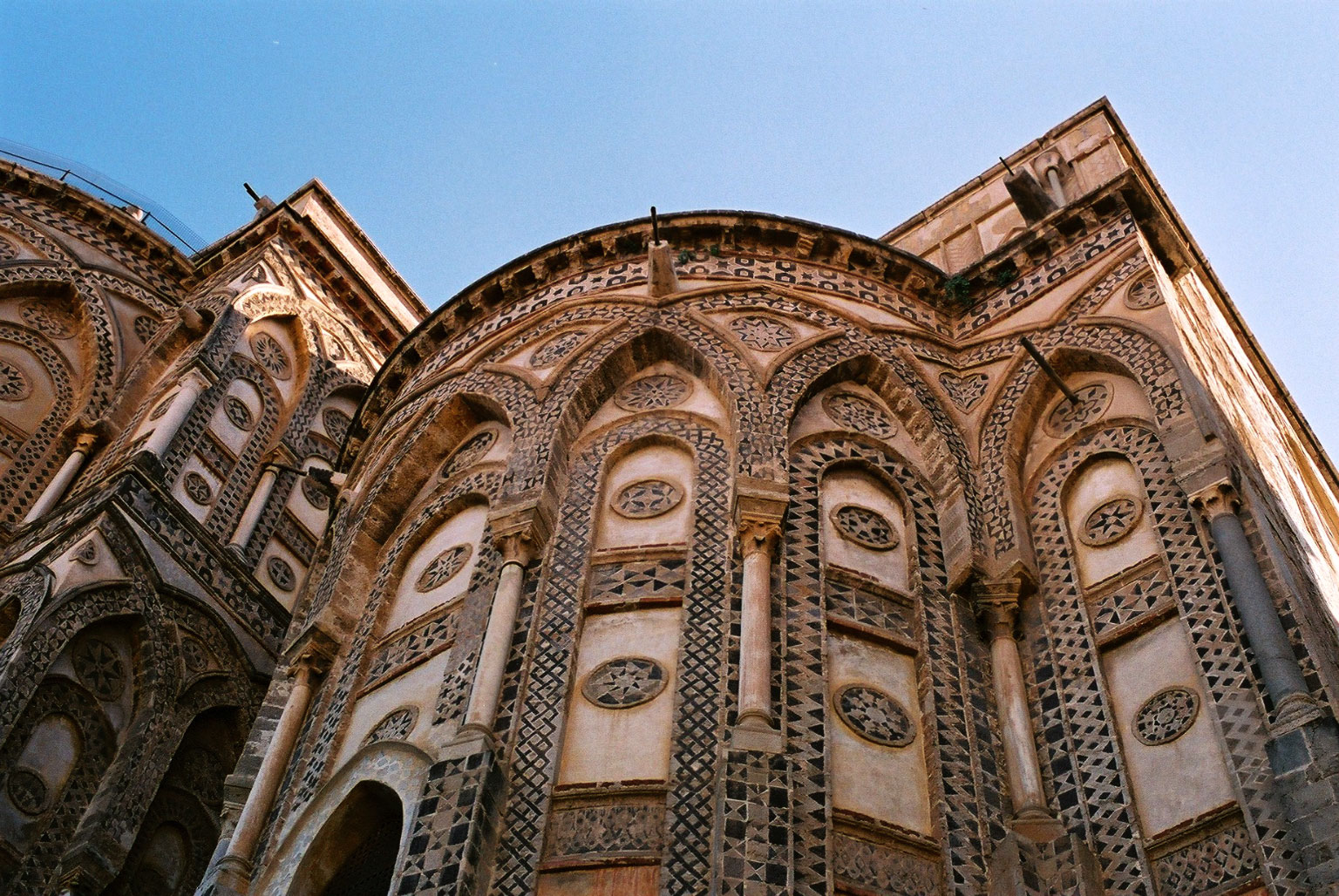
Abside

Molto importanti sono le porte bronzee in stile romanico: quella principale, eseguita da Bonanno Pisano, è composta da quaranta pannelli con scene tratte dalle narrazioni bibliche.
L'interno, illuminato dai magnifici mosaici rilucenti d'oro che creano l'illusione di trovarsi in un luogo paradisiaco, è a croce latina, con le navate divise da colonne sormontate da una sequenza ritmica d'archi ogivali. L'intero edificio è rivestito da mosaici risalenti al tempo di Guglielmo II il Buono e forse di Tancredi (1194). La narrazione, che s'estende per ben 7584 m², racconta l'intera storia del cristianesimo nei momenti dell'attesa di Cristo, della sua vicenda terrena e di ciò che è avvenuto dopo la sua morte e risurrezione.
Pur rimandando alla cultura bizantina, questi mosaici (soprattutto quelli più recenti) risentono del linguaggio romanico di quelli di San Marco a Venezia. Uno dei momenti più alti è costituito dall'immagine del Cristo Pantocratore (nel catino absidale) che sembra dominare l'intera aula sacra.

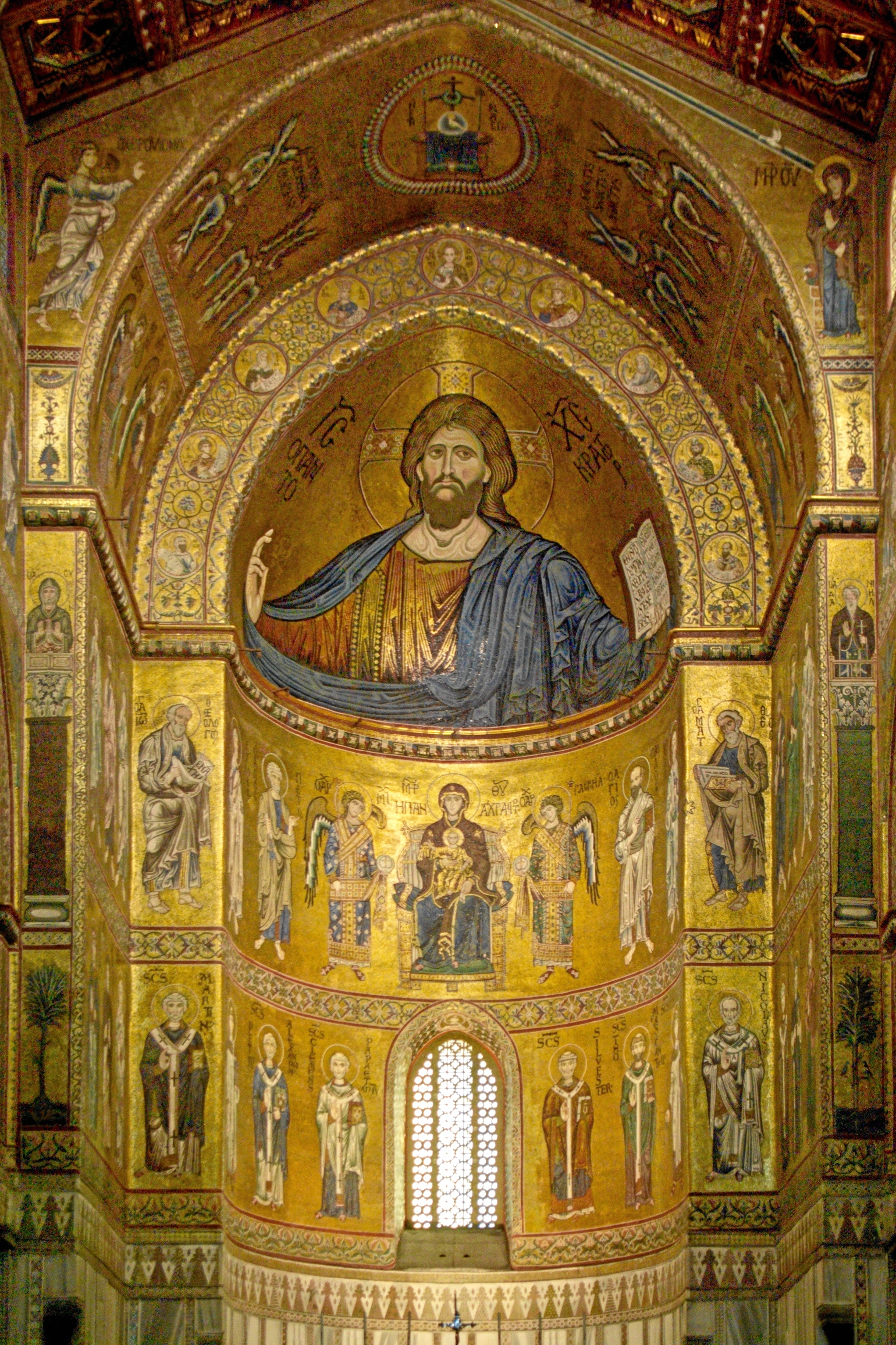
La volta del duomo con il mosaico del Cristo Pantocratore

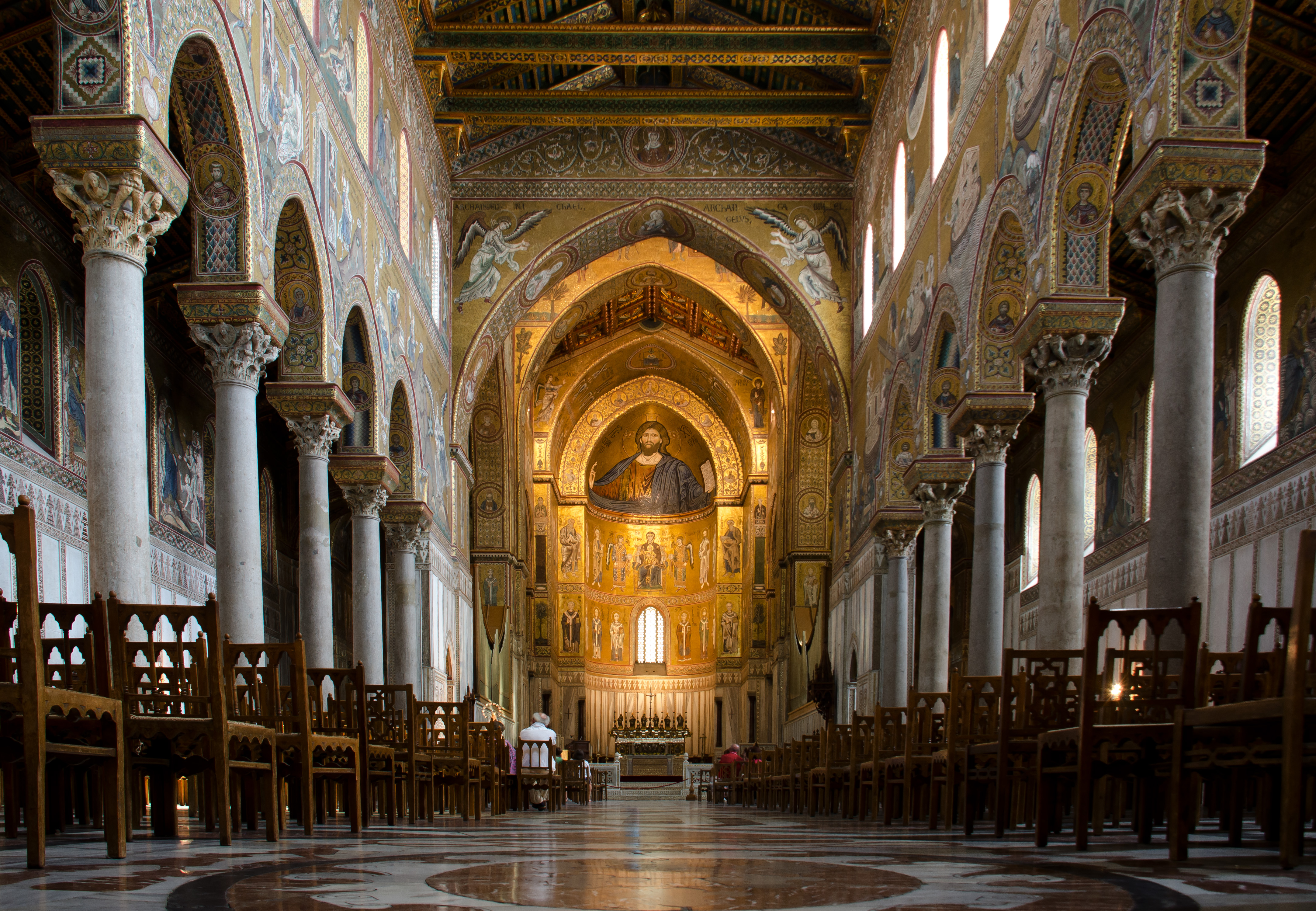
L'interno

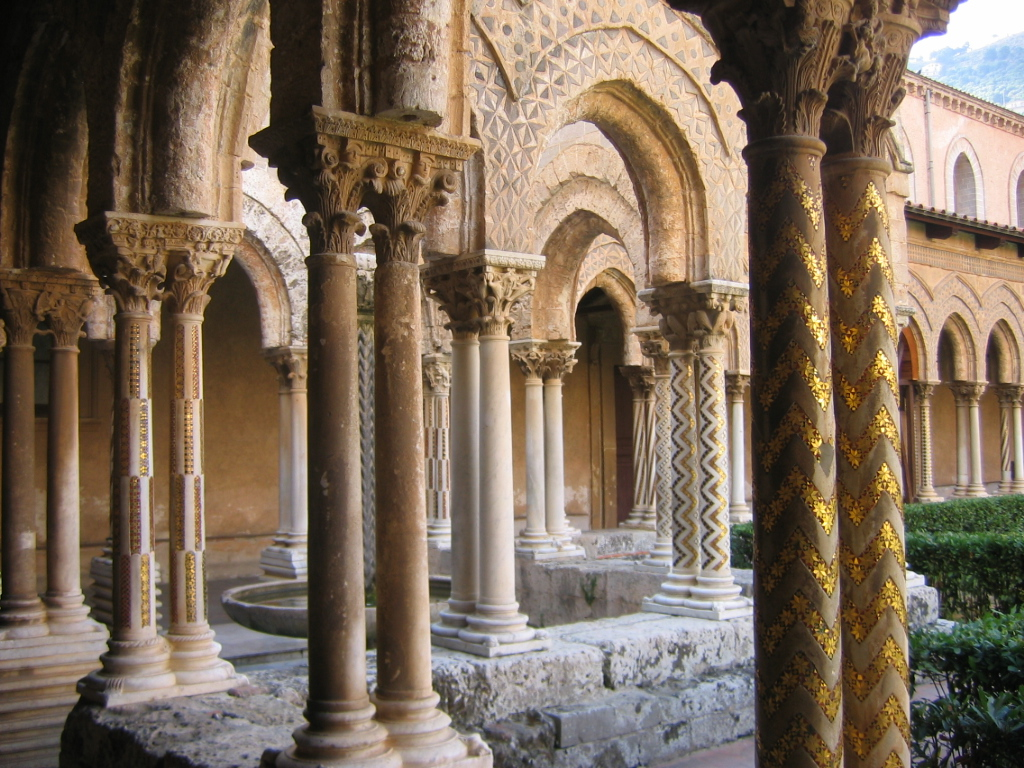
Il Chiostro

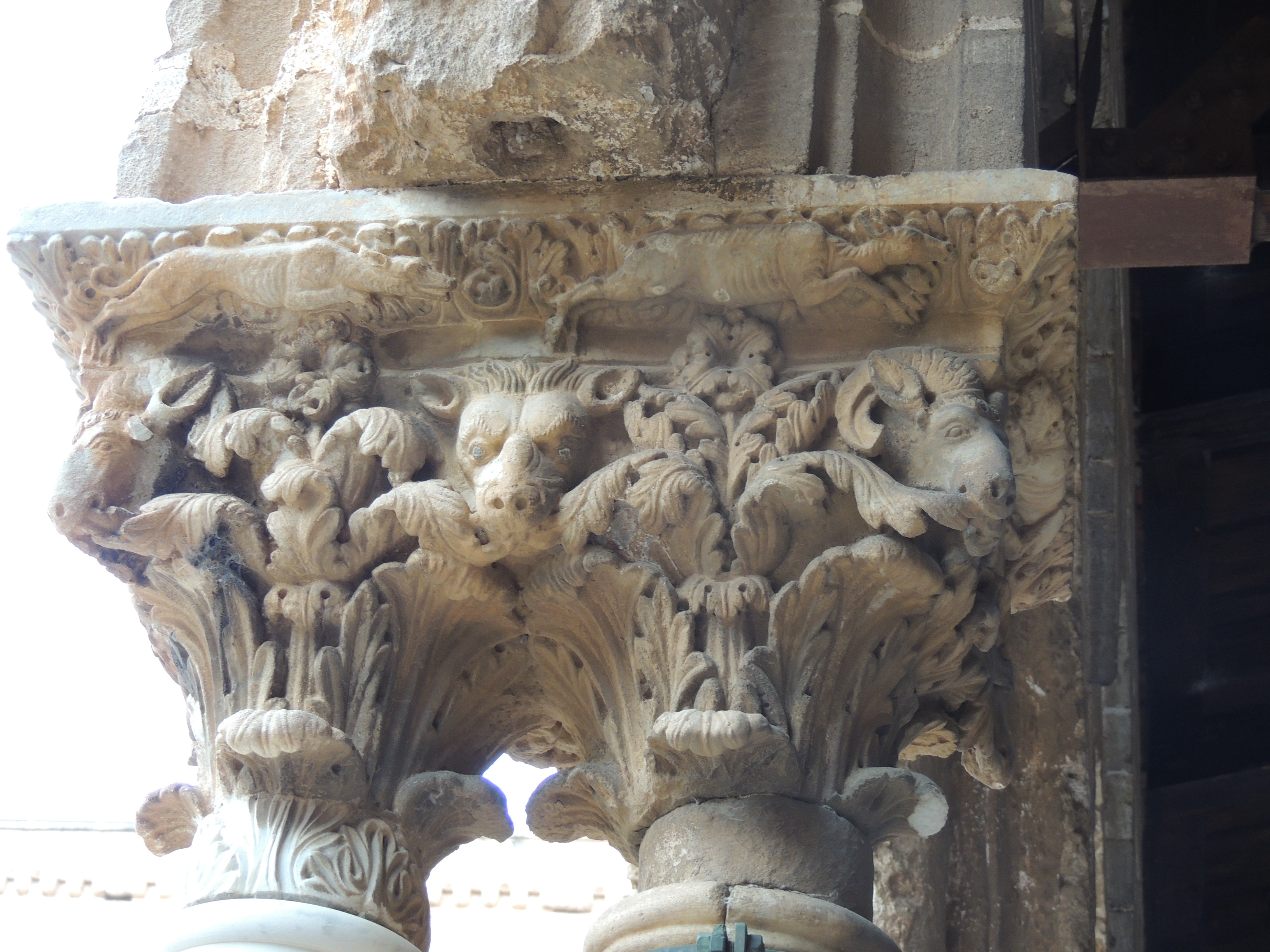
Capitelli nel chiostro di Monreale, Sicilia

Fra i tesori della cattedrale sono da ricordare le cappelle di San Castrense, di San Benedetto e del SS. Crocifisso: quest'ultima splendido esempio di barocco a marmi mischi. La chiesa custodisce anche le tombe reali del primo e del secondo Guglielmo.
È interessante anche il tesoro, al quale si accede per la Cappella del Crocifisso, realizzata in periodo barocco. Il chiostro, altro luogo di delizie per gli occhi e il cuore, è un vero capolavoro dell'arte della scultura e dell'intarsio di pietre dure. Le 228 colonnine gemine, ognuna delle quali presenta decori differenti, sono sormontate da elaboratissimi capitelli che sostengono archi d'ispirazione araba.
Anch'esso coevo alla costruzione del Duomo, il chiostro ha forma quadrangolare e racchiude, in un piccolo spazio, un intero campionario di forme e di culture desunti dall'arte provenzale, borgognona, dal classicismo dell'area salernitana e, come sempre in questa zona della Sicilia, dall'arte araba. Nell'angolo meridionale è il recinto quadrato con la fontana con alto stelo, che evoca la forma del tronco di una palma, e rimanda, con la delicatezza delle forme e dei colori, alle magiche e sensuali atmosfere delle dimore orientali.
Il 3 luglio del 2015 è stato inserito nella lista dei patrimoni dell'umanità dall'UNESCO.

## Società

### Evoluzione demografica
Abitanti censiti

## Cultura

### Archivi e biblioteche
- Archivio Storico Comunale "Giuseppe Schirò"
- Biblioteca Comunale "Santa Maria la Nuova"
- Biblioteca "Torres" del Seminario Arcivescovile
- Archivio Storico Diocesano di Monreale, su archiviomonreale.sicilia.it.

### Musei
- Museo Diocesano
- Museo di Arte Moderna e Contemporanea "Giuseppe Sciortino"

### Musica
La Zampogna di Monreale, intonata nella tonalità minore, è la zampogna tradizionale più grande della Sud Italia. Ora è una tradizione quasi estinta.

### Radio
Emittenti Scomparse :
- Radio Club International
- Radio Delta Club
- Radio Italia
- Radio Monreale Centrale
- Radio Monreale International
- Radio Onda 1
- Studio Aurora
- Studio Delta Club

### Televisione
Emittenti Scomparse
- Tele Monreale

## Geografia antropica

### Frazioni

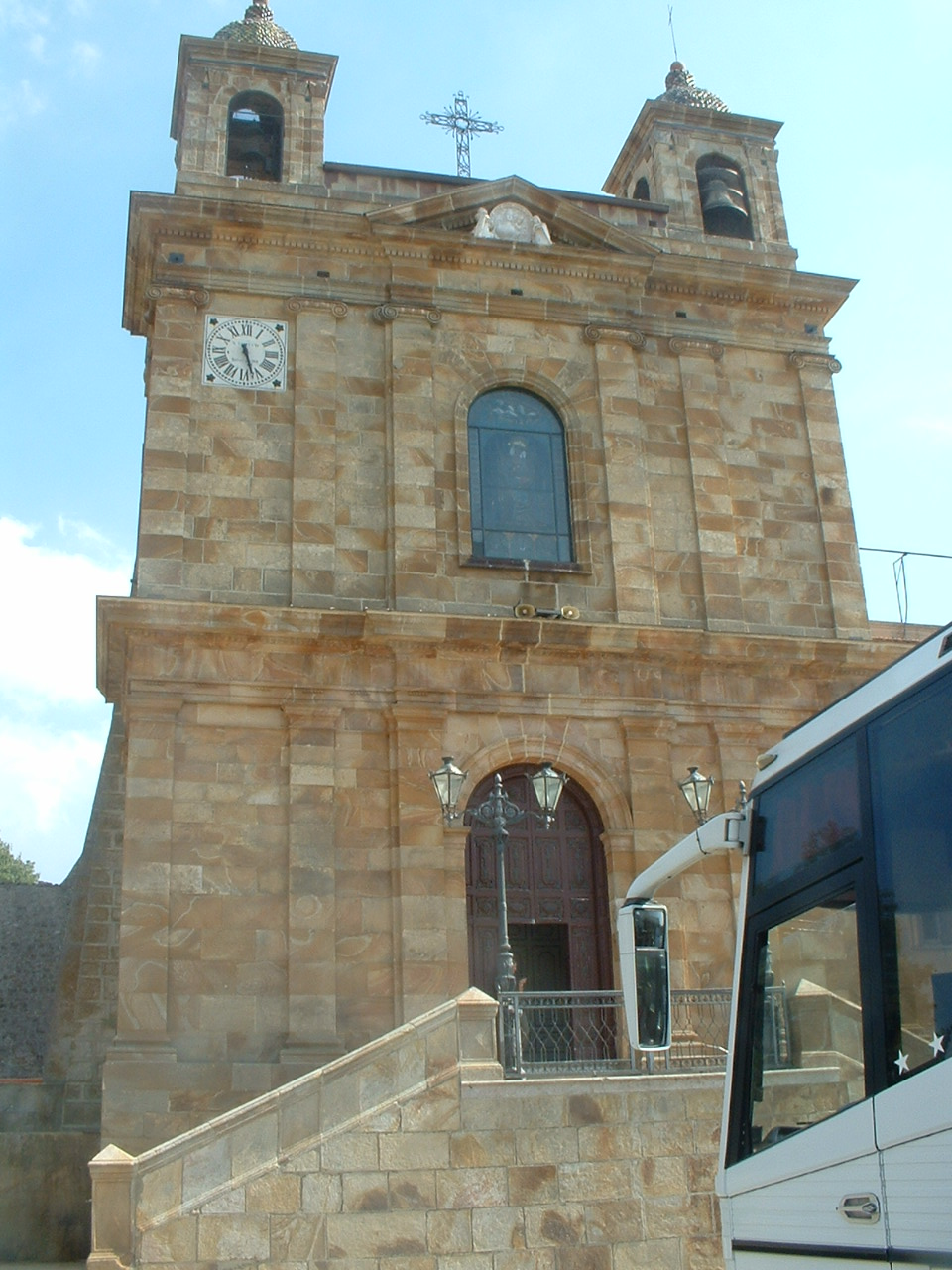
Tagliavia, Santuario Madonna del Rosario

Data la sua vastità territoriale, Monreale presenta un elevato numero di frazioni e di borghi. Le frazioni sono:
- Aquino, che dista 1,66 chilometri dal centro;
- Grisì, che dista 26,23 chilometri dal centro con popolazione di 965 abitanti a 471 metri sul livello del mare;
- Pioppo, che dista 7,94 chilometri dal centro con popolazione di circa 5 500 abitanti a 527 metri sul livello del mare;
- San Martino delle Scale, che dista 3,93 chilometri dal centro e a 15 da Palermo con popolazione di circa 4 000 a 589 metri sul livello del mare. Da segnalare il complesso monastico benedettino e il convalescenziario situato in cima al Monte Caputo;
- Villaciambra, che dista 3,46 chilometri dal centro e situata al confine con i comuni di Palermo e Altofonte con popolazione di 1 433 abitanti a 250 metri sul livello del mare, è raggiungibile dalla SP1 e dalla Strada statale a scorrimento veloce SS624.

Sono presenti anche alcuni borghi, tipo:
- Borgo Schirò, che dista 23,6 chilometri dal centro;
- Giacalone, che dista 7,57 chilometri dal centro con popolazione di 313 abitanti a 650  metri sul livello del mare;
- Malpasso, situata al confine con i comuni di Palermo e Altofonte distante 3,46 chilometri dal centro, è raggiungibile dalla SP1 e dalla Strada statale a scorrimento veloce SS624. Questa frazione, trovandosi sulle pendici delle colline agli estremi orientali del territorio del Comune, presenta una valida alternativa per osservare il paesaggio della Conca d'Oro. Nella parte occidentale della borgata si trova un rudere con una torre saracena, in parte integra, con annesso baglio (antico "Casino" arabo);
- Tagliavia, che dista 5,45 chilometri al centro e a circa 15 km da Corleone, sorge sull'omonimo feudo. Da segnalare il complesso monastico ed il Santuario Maria SS. del Rosario, costruito verso il 1800 in seguito al ritrovamento di un'immagine su pietra della Madonna del Rosario che si conserva all'interno del suddetto santuario e che è venerata specialmente dai corleonesi e dai vitesi.

## Economia

### Artigianato
Tra le attività più tradizionali vi sono quelle artigianali, che si distinguono per l'arte della ceramica, del mosaico, del ricamo e del vimini.

## Infrastrutture e trasporti
La principale infrastruttura stradale di collegamento con il capoluogo è la strada statale 186, che serve Monreale quale circonvallazione. L'abitato è inoltre servito dalle provinciali 69, percorso longitudinale più antico, e 68.
Fra il 1900 e il 1946 la cittadina era servita da un originale sistema tranviario che la collegava con piazza Bologni, a Palermo, e la cui tratta intermedia superava la forte pendenza presente per mezzo di una sezione a trazione funicolare.
A Monreale è inoltre ancora facilmente individuabile l'area della stazione ferroviaria, che sorgeva lungo la progettata ferrovia Palermo-Salaparuta, poi realizzata solo in parte.
Monreale è raggiungibile dalla linea Amat 389 che parte da Piazza Indipendenza dal centro cittadino di Palermo.

## Amministrazione
Di seguito è presentata una tabella relativa alle amministrazioni che si sono succedute in questo comune.
| Periodo          | Periodo          | Primo cittadino        | Partito | Carica      | Note          |
| ---------------- | ---------------- | ---------------------- | ------- | ----------- | ------------- |
| 11 aprile 1989   | 11 giugno 1990   | Antonino Sirchia       | DC      | Sindaco     | [ 16 ]        |
| 11 giugno 1990   | 16 ottobre 1991  | Francesco Mortillaro   | DC      | Sindaco     | [ 16 ]        |
| 5 novembre 1991  | 20 gennaio 1993  | Stefano Gorgone        | DC      | Sindaco     | [ 16 ]        |
| 24 febbraio 1993 | 17 maggio 1993   | Angelo Filippo Marceca | DC      | Sindaco     | [ 16 ]        |
| 29 giugno 1993   | 10 febbraio 1994 | Castrenze Giangreco    | DC      | Sindaco     | [ 16 ]        |
| 26 giugno 1994   | 8 giugno 1998    | Salvatore Caputo       | AN      | Sindaco     | [ 16 ]        |
| 8 giugno 1998    | 13 maggio 1999   | Salvino Pantuso        | PPI     | Sindaco     | [ 16 ]        |
| 13 maggio 1999   | 13 dicembre 1999 | Carlo Pecoraro         |         | Commissario | [ 16 ]        |
| 13 dicembre 1999 | 28 giugno 2004   | Salvatore Caputo       | AN      | Sindaco     | [ 16 ]        |
| 28 giugno 2004   | 23 giugno 2009   | Salvatore Gullo        | CdL     | Sindaco     | [ 16 ]        |
| 25 giugno 2009   | 10 giugno 2014   | Filippo Di Matteo      | PdL     | Sindaco     | [ 16 ]        |
| 10 giugno 2014   | 13 maggio 2019   | Pietro Capizzi         | PD      | Sindaco     | [ 16 ]        |
| 13 maggio 2019   | in carica        | Alberto Arcidiacono    | FI      | Sindaco     | [ 16 ] [ 17 ] |

## Sport

### Calcio a 5
La principale squadra di calcio a 5 della città è l'A.S.D. Monreale Calcio a 5 che milita nel girone H della Serie B nazionale.

### Ciclismo
Giro d'Italia
Monreale è stata sede della cosiddetta "Grande Partenza" del Giro d'Italia nell'edizione del 2020, con il via ufficiale della corsa dato il 3 ottobre davia Strada Ferrata alla volta di Palermo, dove si concluse la prima tappa (cronometro individuale) con la vittoria di Filippo Ganna. L'evento rimane l'unico in cui la città è stata sede di tappa della "Corsa Rosa".